# Joachim Cimdarsius
Joachim Cimdarsius (auch: Zymdarsch, Zimdarsius etc.; * 1. Juni 1553 in Greifswald; † 10. Februar 1618 in Königsberg (Preußen)) war ein deutscher Dichter.

## Leben
Der Sohn des Greifswalder Professors der Dichtkunst Petrus Cimdars wurde am 6. April 1569 an der Universität Greifswald immatrikuliert. Nach absolviertem Studium wurde er 1576 Rektor der holsteinischen Schule in Rendsburg. Zu jener Zeit fiel er dem dänischen König als Poet durch ein Carmen auf, wofür er 30 Taler bekam. 1578 zog er nach Ostpreußen, wo er am 7. April 1579 an der Universität Königsberg den akademischen Grad eines Magisters der Philosophie erwarb.
1580 wurde er Lehrer am Pädagogium in Königsberg, dem er seit 1586 als Archipädagoge vorstand. 1589 wurde er zum Professor der Dichtkunst an der Universität Königsberg berufen.
Er beteiligte sich auch an den organisatorischen Aufgaben der Hochschule und war in den Sommersemestern 1605, 1613 sowie 1617 Rektor der Alma Mater. Er hat einen poetischen Cursus Vitae für Ambrosius Lobwasser verfertigt. Zudem stammen aus seiner Feder die Werke Elegia de puero bifonte (1581), De fabulis sive fictionibus poetarum und Postarum illustrium Satyrae, et Epigrammata greca et latina in Joachim Cimdarsum archipaedagoam in Borussia, poetices calumniatorem Tremoniae (1589). Ein Kupferstich aus dem Jahr 1588 stellt ihn dar.
Er war ab 1586 mit Elisabeth (* 1551; † 30. April 1613), Tochter des Bürgers in Kneiphof Leonard Wegner und dessen Frau Klara Möller, Witwe des Kneiphofer Bürgers Peter Neusal, verheiratet.